# Knipowitschia croatica
Knipowitschia croatica — вид риб з родини Gobiidae. Поширені в річках басейну Адріатичного моря, а саме в Боснії-Герцоговині та Хорватії. Мешкає в пересихаючих річках, прісноводних джерелах, внутрішніх карстових водах. Перебуває на межі зникнення.